# Synagogen in Niederstetten
Die ehemaligen Synagogen in Niederstetten bestanden zwischen dem 18. und dem 20. Jahrhundert an zwei unterschiedlichen Standorten in Niederstetten im Main-Tauber-Kreis. Die erste Synagoge in der Mittelgasse 2/1 (⊙) wurde 1988 abgebrochen. Die zweite Synagoge in der Mittelgasse 4 (⊙) wurde bereits 1945 bei einem Fliegerangriff völlig zerstört.

## Geschichte
Im Jahre 1714 errichteten die jüdischen Familien von Niederstetten einen Betsaal ein, dabei handelte es sich wahrscheinlich um ein Zimmer in einem jüdischen Haus, der Standort des Betsaals ist jedoch nicht bekannt. Über die Jahre nahmen die Gemeindemitglieder zu und so erbauten sie 1741/44 die erste Synagoge, die 1988 abgebrochen wurde. Der damalige Standort war in dem Gebäude der Mittelgasse 2/1, bis in die NS-Zeit hieß deshalb diese Straße „Synagogengasse“. Damals war als Lehrer und Rabbiner Nathan Hirsch genannt, der vermutlich 1720 aus Feuchtwangen nach Niederstetten gezogen war.
Anfang des 19. Jahrhunderts wurde die alte Synagoge, für die bis dahin weiter gewachsene Gemeinde viel zu klein. Deshalb wurde 1813 für 550 Gulden ein Bauplatz für eine neue Synagoge gekauft. Doch erst 1820 fasste der Gemeinderat den Beschluss, die neue Synagoge mit dazugehörigem Gemeindehaus zu erbauen. Der reiche Lämmlein Löw gab 500 Gulden als Stiftung zum Bau dazu und noch mal 550 als nicht kündbares Kapital. Der Bau der Synagoge wurde 1824 fertig gestellt. Nur durch Umlagen von Gemeindemitgliedern, weiteren Stiftungen und durch Aufnahme eines Kredits die hohe Bausumme von über 7000 Gulden aufgebracht werden. Die Besonderheit der Niederstettener Synagoge war, das die Frauen auch unten bei den Männern ihre Stände hatten auch wenn sie von den Männern getrennt worden waren, die strengeren Gemeindemitglieder waren sich allerdings nicht einig, ob die Frauen und Männer den gleichen Eingang benutzen durften. Bis zum Untergang der Gemeinde, war ein 1000 Gulden teurer Goldbrokatvorhang für den Toraschrein die wertvollste und schönste Dekoration in der Synagoge, dieser Goldbrokatvorhang wurde von Lämmle Goldstein gestiftet.
Die Synagoge und die Schule wurden 1877 gründlich renoviert, dabei wurden die beweglichen Stände abgeschafft und durch unbewegliches Gestühl ausgetauscht. Die Kosten für die Arbeiten beliefen sich auf rund 4628 Mark (2.740 Mark für die Synagoge, 1888 für Schule und Lehrerwohnung), dabei waren 400 Mark aus staatlichen Mitteln.
Bei der Pogromnacht 1938 wurde die Synagoge nicht zerstört, jedoch bei einem Fliegerangriff im Frühling 1945. Die Fürstin von Hohenlohe-Bartenstein hielt dabei die Kultgegenstände bei sich versteckt, bis sie sie Ende des Krieges dem amerikanischen Armeerabbiner D. Kahan übergab. Einige Reste der Umfassungsmauer sind bis heute erhalten und sind im Wohn- und Geschäftshaus, das nun an diesem Ort steht, verbaut.